# Светско првенство у рагбију 2019.
Светско првенство у рагбију 2019. (службени назив: 2019 Rugby World Cup) биће 9. издање овог најважнијег рагби такмичења, а организатор овог важног спортског турнира биће Царевина Јапан.
Први пут у историји, Светско првенство у рагбију биће одржано у Азији. Јапан је добио част да организује Светско првенство, одлуком светске рагби федерације у Даблину у јулу 2009. Утакмицом Јапан - Русија двадесетог септембра, почеће најгледанији спортски турнир у 2019.

## Кандидати за домаћинство
Светска рагби федерација је дала рок до 15. августа 2008., националним рагби савезима да пријаве кандидатуре. 5 држава се пријавило. То су били Русија, Аустралија, Јапан, Јужноафричка Република и Италија. Јапан је победио на гласању резултатом 16:10.

## Стадиони
Иако је у почетку планирано да се поједине утакмице одиграју и у Сингапуру и Хонг Конгу, ипак ће се сви рагби мечеви одиграти у Јапану. Финале ће бити одиграно на Интернационалном стадиону у Јокохами.
Списак 12 стадиона на којима ће се играти утакмице светског купа у рагбију 2019:
- Стадион Аџинамото - 49 970
- Интернационални стадион Јокохама 72 327
- Стадион Шизуока 50 889
- Рагби стадион Ханазано 30 000
- Стадион Фукуока 22 563
- Сапоро доме 41 410
- Стадион Јокана Умакана 32 000
- Парк Кобе сити 30 312
- Рагби стадион Кумагаја 24 000
- Меморијални стадион Камајиши 16 187
- Ојита Банк доме 40 000
- Стадион Тојота 45 000

## Квалификације за Светско првенство у рагбију 2019.
Учешће су обезбедили:
Из Африке
- Јужноафричка Република
- Намибија

Из Аустралије и Океаније
- Тонга
- Фиџи
- Аустралија
- Самоа
- Нови Зеланд

Из Јужне Америке
- Уругвај
- Аргентина

Из Северне Америке
- САД
- Канада

Из Азије
- Јапан

Из Европе
- Русија
- Италија
- Грузија
- Енглеска
- Француска
- Ирска
- Шкотска
- Велс

## Жреб
Жреб је одржан у мају 2017. у Јапану.
Први шешир
- Нови Зеланд
- Аустралија
- Ирска
- Енглеска

Други шешир
- Јужноафричка Република
- Француска
- Шкотска
- Велс

Трећи шешир
- Јапан
- Аргентина
- Италија
- Грузија

Четврти шешир
- Русија
- САД
- Намибија
- Фиџи

Пети шешир
- Канада
- Тонга
- Самоа
- Уругвај

## Групе
Двадесет најквалитетнијих рагби 15 репрезентација распоређено је у четири групе по пет. У групној фази играће се једнокружно, свако против свакога из своје групе. 4 бода се добијају за победу, 2 бода за нерешено, 1 бонус бод ће се добијати за четири постигнута есеја на једној утакмици и 1 бонус бод за пораз мањи од 8 поена разлике. Након 40 одиграних утакмица, 10 у свакој групи, првопласирана и другопласирана екипа ће проћи у четвртфинале, док ће трећепласирана, четвртопласирана и петопласирана репрезентација ићи кући. Трећепласирана, другопласирана и првопласирана репрезентација ће обезбедити место на светском првенству у Француској 2023. Ако репрезентације буду имале исти број бодова у групи, одлучиваће:
- Међусобни дуел
- Поен разлика
- Есеј разлика
- Број постигнутих поена
- Број постигнутих есеја
- Место на светској рагби ранг листи

Група А
- Русија
- Ирска
- Шкотска
- Јапан
- Самоа

Група Б
- Италија
- Канада
- Намибија
- Јужноафричка Република
- Нови Зеланд

Група Ц
- Аргентина
- САД
- Тонга
- Енглеска
- Француска

Група Д
- Уругвај
- Грузија
- Велс
- Фиџи
- Аустралија

## Церемонија отварања
Рагби је све популарнији у Јапану. Поштеним и дисциплинованим Јапанцима, одговара овај елитни спорт. Церемонија отварања Светског првенства ће бити у Токију 20.9.2019.

## Завршница светског првенства
Четвртфинале
- Ц1 - Д2
- Б1 - А2
- Д1 - Ц2
- А1 - Б2

## Судије
Главне судије
- Џеко Пејпер, Јужноафричка Република
- Ник Бери, Аустралија
- Агнус Гарднер, Аустралија
- Бен Окифи, Нови Зеланд
- Пол Вилијамс, Нови Зеланд
- Метју Рејнел, Француска
- Ромејн Појт, Француска
- Паскал Газер, Француска
- Жереми Гарси, Француска
- Најџел Овенс, Велс
- Лука Пирс, Енглеска
- Вејн Барнс, Енглеска

Помоћне судије
- Метју Карли, Енглеска
- Карл Диксон, Енглеска
- Ендру Брејс, Ирска
- Брендон Пикерил, Нови Зеланд
- Федерико Анселми, Аргентина
- Шухи Кубо, Јапан
- Алехандре Руж, Француска

## ТВ преноси
Директне преносе утакмица најважнијег рагби такмичења обезбедиле су следеће државе:
- Јапан
- Аустралија
- Канада
- Фиџи
- Француска
- Монако
- Грузија
- Немачка
- Ирска
- Нови Зеланд
- Румунија
- Русија
- Јужна Кореја
- Шпанија
- Сједињене Америчке Државе
- Уједињено Краљевство